# العرض العادي (الموسم الثامن)
الموسم الثامن من العرض العادي هو الموسم النهائي والأخير من المسلسل الكرتوني الكوميدي الأمريكي «العرض العادي»، الذي أنشأه جاي جي كوينتيل، والذي تم بثه على كارتون نيتورك. قام جاي جي كوينتيل بتكوين السلسلة باستخدام شخصيات من أفلامه الكوميدية مثل "The Cartoonstitute". كما قام بتطوير السلسلة من خلال تجربته الخاصة في الكلية، في حين أن العديد من شخصياته الرئيسية صلب البرنامج أنشأت من خلال رسوماته المتحركة أمثال "The Naïve Man" من Lolliland و 2 في AM PM. أعلن عن انطلاق الموسم الثامن في 7 يوليو 2015 وتم بثه في الفترة بين 26 سبتمبر 2016 إلى 16 يناير 2017. جاء الموسم تحت عنوان «العرض العادي في الفضاء».
تعرض حلقة "The Ice Tape" الأداء الصوتي الأخير لديفيد أوجدين ستيرز قبل وفاته في 3 مارس 2018 وذلك بعد 15 شهرًا من بث الحلقة.